# Landesmusikrat Saar
Der Landesmusikrat Saar e. V. ist der Landesmusikrat des Saarlandes mit Sitz in Saarbrücken.

## Wirken
Als eingetragener Verein kümmert sich der Landesmusikrat Saar um die Entwicklung der Musikkultur im Saarland. Es werden kulturpolitische Maßnahmen im Bereich des Musiklebens unterstützt, Projekte und Wettbewerbe initiiert, die sowohl die Förderung des nicht-professionellen Musizierens als auch die Förderung der Nachwuchses für Musikberufe zum Ziel haben. Auch die Sicherung des Musikunterrichts an den Schulen ist ein Thema. Zu den Zielen gehört die Pflege der musikbezogenen Kontakte zu Frankreich (Lothringen) und Luxemburg.
Zweimal jährlich bringt der Landesmusikrat ein Journal heraus, mit dem sowohl eigene Arbeitsschwerpunkte als auch andere Themen des Musiklebens im Saarland vorgestellt werden.
Die Maßnahmen finanzieren sich überwiegend aus Erträgen der Saartoto. Die Mitglieder wirken ehrenamtlich mit.

## Mitglieder
Die Mitglieder des Vereins sind Fach- und Landesverbände sowie Institutionen der Musikkultur. Die Mitgliedsverbände sind jeweils durch einen Delegierten vertreten.

## Projekte
- Das Landes-Jugend-Symphonie-Orchester Saar
- Das Jugend-Jazz-Orchester Saar
- Das Landes-Jugend-Ensemble für Neue Musik (zusammen mit den Landesmusikräten  Rheinland-Pfalz und Hessen)
- Der Robert-Schumann-Chor

## Wettbewerbe
- Jugend musiziert Saar
- Landeschorwettbewerb Saar
- Landesorchesterwettbewerb Saar
- Jugend komponiert